# Conformal Fuel Tank

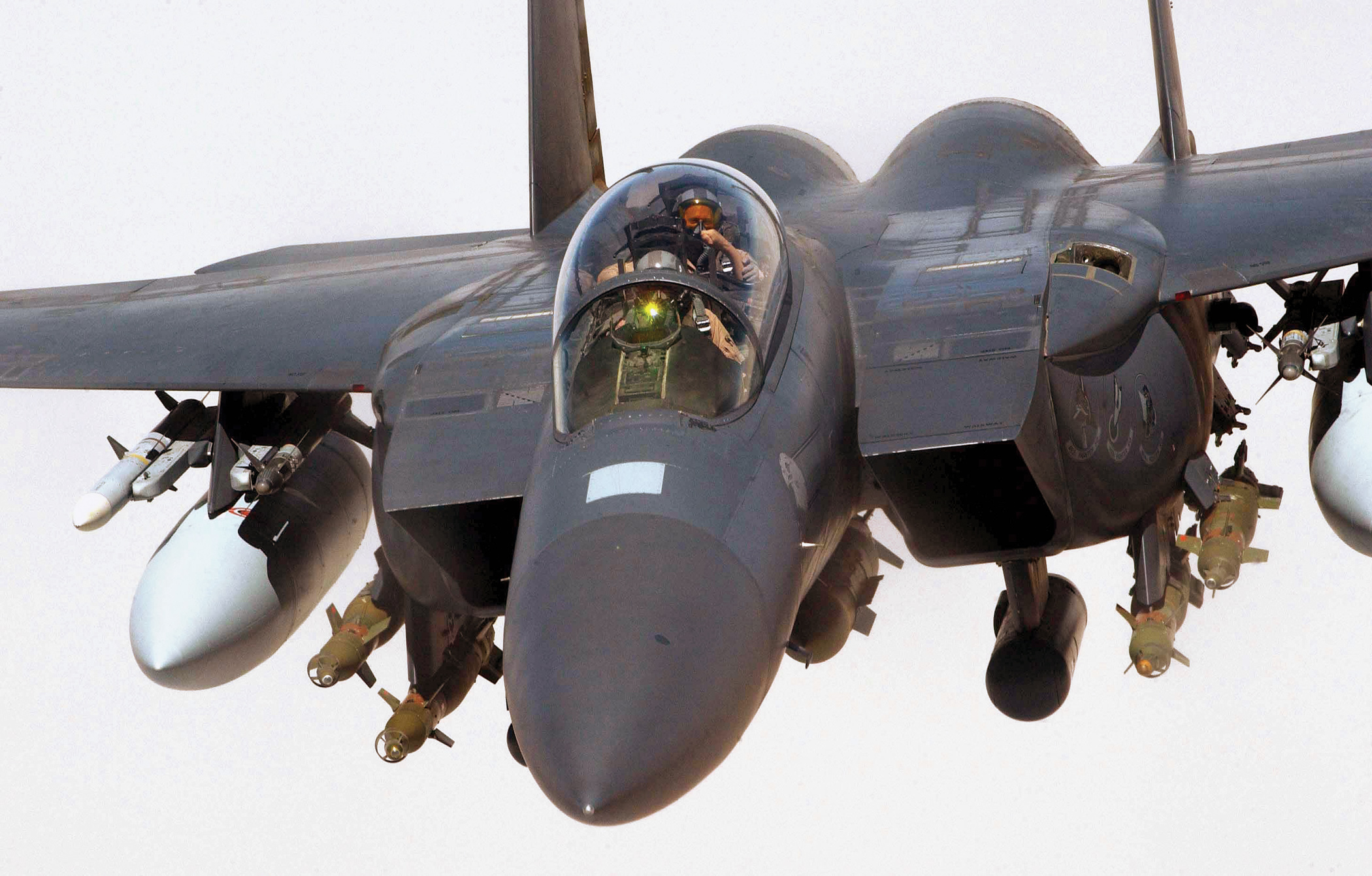
F-15 mit CFTs an den Flügelwurzeln bzw. seitlich des Lufteinlaufs

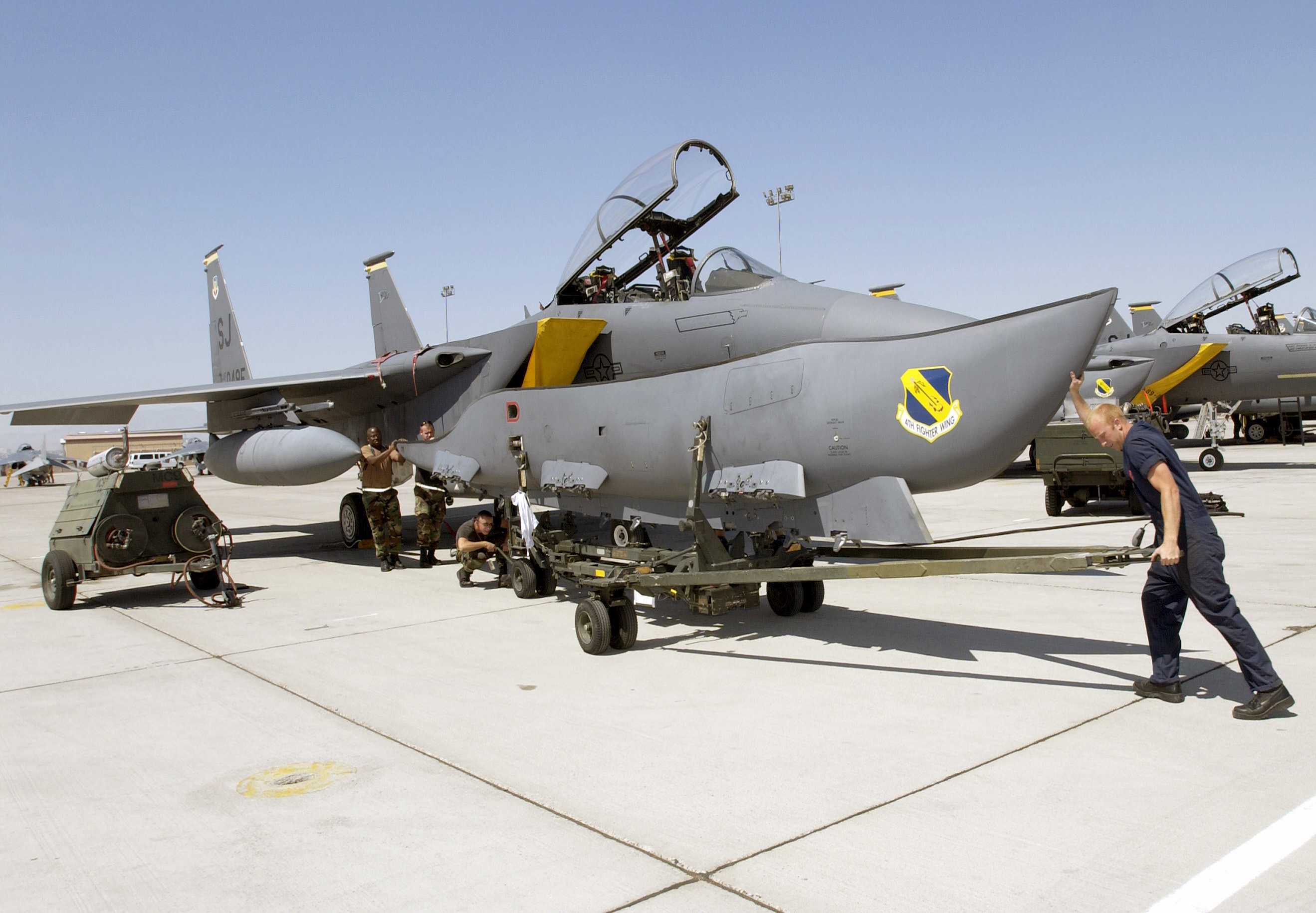
Abgenommener CFT einer F-15

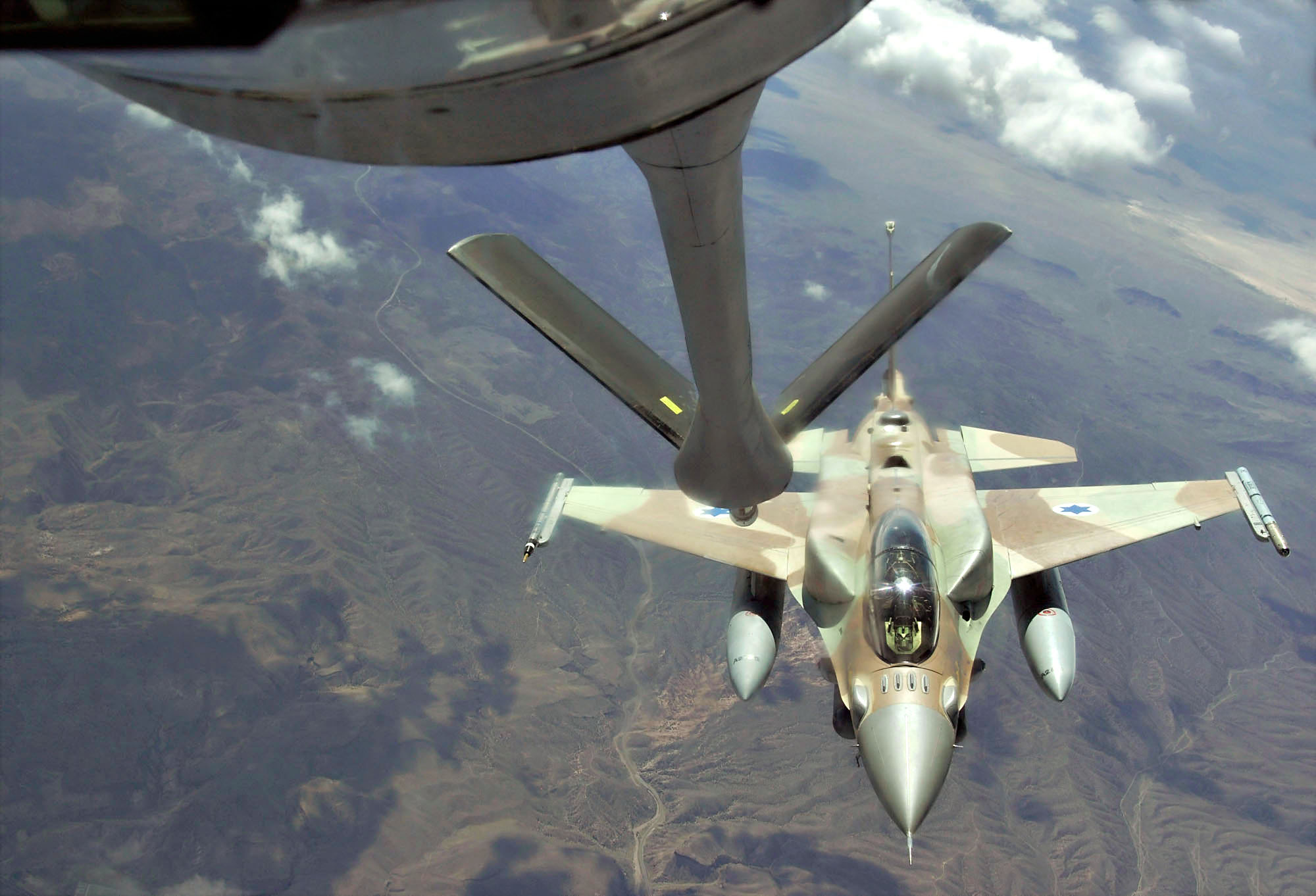
Israelische F-16I. Der CFT ist seitlich am Rumpf oberhalb des Flügels montiert.

Conformal Fuel Tanks (CFT, „angepasste Treibstoffbehälter“) sind Zusatztanks für Militär-Flugzeuge, die sich in ihrer Form direkt an den Rumpf des Flugzeugs anschmiegen.
Wie die seit Langem üblichen, unter den Flügeln angebrachten zylinderförmigen Zusatztanks dienen sie der Steigerung der Reichweite und Flugdauer eines Flugzeugs und kommen ausschließlich bei militärischen Luftfahrzeugen zum Einsatz. Conformal Fuel Tanks sind ohne Lücke der Außenhaut angepasst und haben damit im Gegensatz zu Abwurftanks an Halterungen unter den Tragflächen den Vorteil einer günstigeren Aerodynamik. Außerdem erhöhen sie den Radarquerschnitt und das Trägheitsmoment deutlich weniger als die zerklüfteten Alternativen an den Außenlaststationen. Darüber hinaus stehen die Außenlaststationen weiterhin für weitere Nutzlasten wie Waffen oder Elektronikbehälter zur Verfügung. Von Nachteil ist, dass Conformal Fuel Tanks nicht nach Entleerung im Flug abgeworfen werden können. Somit besteht der zusätzliche Luftwiderstand und die zusätzliche Masse während des gesamten Fluges und wirkt sich damit negativ auf einige der Flugleistungen (z. B. Agilität, Schub-Gewicht-Verhältnis) aus. Am Boden hingegen können CFTs abgenommen werden. Abgesehen von Kampfeinsätzen sind CFTs auch bei langen Überführungsflügen hilfreich bei denen Luftbetankung oder Zwischenlandung erforderlich wäre. 

## Flugzeugtypen mit Conformal Fuel Tanks
Folgende Flugzeuge sind (teils optional) mit Conformal Fuel Tanks ausgestattet:
- McDonnell Douglas F-15[5]
- General Dynamics F-16[2][6]
- McDonnell Douglas F/A-18 (in Vorbereitung)[7][8]
- BAE Hawk[9][10]
- Dassault Rafale[6][11]
- Northrop F-5[6]
- Eurofighter[1][6][12]
- Bell-Boeing V-22, ein Kipprotorflugzeug